# Archibracon voeltzkowi
Archibracon voeltzkowi är en stekelart som först beskrevs av Szepligeti 1913.  Archibracon voeltzkowi ingår i släktet Archibracon och familjen bracksteklar. Inga underarter finns listade.